# Fusión de la AFL-NFL
La Fusión de la AFL-NFL de 1970 fue la fusión de las dos ligas más fuertes de fútbol americano de su época en los Estados Unidos: la vieja National Football League (NFL) y la más reciente American Football League (AFL). Esta fusión pavimentó el camino para la creación de una liga combinada, la cual retuvo el nombre y logotipo de la "National Football League", para convertirse en una de las ligas deportivas más poderosas del mundo.

## Antecedentes
Desde su nacimiento en 1920, la NFL repelió a varias ligas rivales. Antes de 1960, su rival más importante de la All-America Football Conference (AAFC), que comenzó a operar en 1946. La AAFC se diferenciaba de la NFL en varios aspectos, y los campeones perennes de la AAFC, los Cleveland Browns eran considerados como el mejor equipo de fútbol americano profesional de esa época.
Sin embargo, debido a la pobre situación financiera de la AAFC, se desbandó en 1949. tres de sus equipos originales, la versión original de los Baltimore Colts (quienes se retiraron en 1950), los Cleveland Browns y los San Francisco 49ers fueron absorbidos dentro de la NFL en 1950. Esa liga fue conocida brevemente como la National-American Football League durante la "temporada baja" de 1949, pero volvieron a su antiguo nombre al comenzar la temporada de 1950.

### El surgimiento de la AFL
Después de que la NFL absorbiera a la AAFC, no tuvieron rival hasta 1960. En 1959, Lamar Hunt, hijo del millonario petrolero H. L. Hunt, había intentado obtener la franquicia de los St. Louis Cardinals para mudarlos a Dallas o en su defecto obtener un equipo de expansión de la NFL para Dallas. En 1959 la NFL no tenía ningún equipo al sur de Washington D. C., y solo existían dos equipos ubicados al oeste de Chicago. La liga era conservadora tanto en el campo de juego como en su política de expansión, y no tenía ningún interés en una expansión. Siendo rechazado por la NFL, Hunt concibió la idea de una profesional rival, la American Football League. La nueva liga estableció equipos en ocho ciudades de Estados Unidos: Boston (Patriots), Buffalo (Bills), Nueva York (Titans), Houston (Oilers), Dallas (Texans), Denver (Broncos), Oakland (Raiders) y Los Ángeles (Chargers); estas cinco últimas ampliaron la exposición a una mayor parte de los Estados Unidos al fútbol americano profesional.
La AFL decidió firmar a jugadores de pequeñas universidades y sobre todo de universidades negras (una fuente siempre ignorada por la NFL). De esas universidades surgieron jugadores como Elbert Dubenion (Bluffton), Lionel Taylor (New Mexico Highlands), Tom Sestak (McNeese State), Charlie Tolar y Charlie Hennigan (Northwestern State of Louisiana), Abner Haynes (North Texas State) y muchos más. De universidades "mayores" lograron firmar a jugadores talentosos como el ganador de Trofeo Heisman Billy Cannon, Lance Alworth de Arkansas, Daryle Lamonica de Notre Dame, John Hadl de Kansas, Joe Namath de alabama y otros jugadores más. La AFL también firmó jugadores que habían sido rechazados al principio por la NFL (después fueron jugadores destacados) como Jack Kemp, Babe Parilli, Ron McDole, Art Powell, John Tracey, George Blanda, Don Maynard y Len Dawson.
La AFL introdujo muchas políticas y reglas al fútbol americano profesional, muchas de las cuales aún permanecen, incluyendo:
- La conversión de dos puntos (fue eliminada en la fusión, pero fue reinstalada en 1994).
- Tiempo de juego oficial visible, ubicado en el tablero del marcador.
- Los nombres de los jugadores en los uniformes.
- Un paquete de transmisión de televisión para los partidos de la liga, primero con ABC y después con NBC.
- Repartición de las ganancias generadas por la venta de boletos y derechos de televisión por los dos equipos (local y visitante).
- Cámaras múltiples y móviles para las transmisiones de TV, al contrario de la costumbre de esa época de la NFL's que solo usaba una sola cámara ubicada en la yarda 50.

## El acuerdo de fusión
Contrario a lo que se cree, no fue la AFL quien inició las pláticas de la fusión, sino la NFL, temerosa de que las tácticas del comisionado de la AFL, Al Davis, de "no tomar prisioneros" pudieran ser dañinas para la NFL. El gerente general de los Dallas Cowboys Tex Schramm secretamente contactó a los dueños de la AFL para ver si estaban interesados en la fusión. Las pláticas fueron llevadas a cabo sin el conocimiento de Davis. El 8 de junio de 1966, los colaboradores anunciaron el acuerdo de fusión. Bajo el mismo:
- Las dos ligas se combinarían para formar una liga expandida con 24 equipos, cantidad que sería incrementada a 26 en 1969, a 28 equipos en 1970.
- Todos los equipos existentes se retendrían, y ninguno de ellos sería movido de sus respectivas áreas metropolitanas.
- ambas ligas sostendrían ahora un "draft común" de jugadores universitarios.
- Mientras mantendrían calendarios separados durante 1969, se acordó jugar un Partido por el Campeonato Mundial de la AFL-NFL, enfrentando a los equipos campeones de cada liga, comenzando en enero de 1967, un juego que sería conocido eventualmente como Super Bowl.
- Las dos ligas se fusionarían oficialmente en 1970 para formar una sola liga con dos conferencias. La liga fusionada sería conocida como la National Football League. La historia y marcas de la AFL serían incorporadas a la vieja liga, pero su nombre y logo sería retirado.

Al acercarse el año de 1970, tres equipos de la NFL (Baltimore, Cleveland y Pittsburgh), aceptaron unirse a los diez equipos de la AFL (Cincinnati y Miami se unieron a los equipos originales que fundaron la AFL, Boston Patriots, Buffalo Bills, Denver Broncos, Houston Oilers, Kansas City Chiefs, New York Jets, Oakland Raiders, y San Diego Chargers) para formar la American Football Conference (AFC). Los otros 13 equipos de la NFL (Atlanta Falcons, Chicago Bears, Dallas Cowboys, Detroit Lions, Green Bay Packers, Los Angeles Rams, Minnesota Vikings, New Orleans Saints, New York Giants, Philadelphia Eagles, St. Louis Cardinals, San Francisco 49ers y Washington Redskins) se convirtieron en la National Football Conference (NFC). Desde entonces, el Super Bowl ha presentado a los campeones de la AFC y la NFC. Hasta el Super Bowl XLIII, los antiguos equipos de la AFL han ganado 12 Super Bowls, equipos anteriores a 1970 de la NFL han ganado 29 y solo dos juegos han sido ganados por algún equipo creado después de 1970 (los Baltimore Ravens en el XXXV y los Tampa Bay Buccaneers en el XXXVII).